# Nostradamus (album)
Nostradamus – studyjny album brytyjskiego zespołu heavymetalowego - Judas Priest. Jest to pierwszy w karierze zespołu koncept album, oparty na życiu sławnego jasnowidza Michela de Nostradame znanego również jako Nostradamus. Zespół chciał przedstawić ludzką sferę życia sławnego Francuza, jego przeżycia i towarzyszące jemu uczucia. Utworów dotyczących zaś bezpośrednio jego wizji jest zaledwie 2, są to: "The Four Horsemen" i "Death". Na płycie pojawia się duża liczba, jak na ten zespół, gitar akustycznych. Jest również dużo orkiestracji i chórów.

## Lista utworów

### CD 1
1. "Dawn of Creation" - 2:32
2. "Prophecy" - 5:26
3. "Awakening" - 0:53
4. "Revelations" - 7:05
5. "The Four Horsemen" - 1:35
6. "War" - 5:04
7. "Sands of Time" - 2:37
8. "Pestilence and Plague" - 5:09
9. "Death" - 7:34
10. "Peace" - 2:22
11. "Conquest" - 4:42
12. "Lost Love" - 4:28
13. "Persecution" - 6:34

### CD 2
1. "Solitude" - 1:23
2. "Exiled" - 6:33
3. "Alone" - 7:50
4. "Shadows in the Flame" - 1:10
5. "Visions" - 5:24
6. "Hope" - 2:09
7. "New Beginnings" - 4:57
8. "Calm Before the Storm" - 2:05
9. "Nostradamus" - 6:43
10. "Future of Mankind" - 8:30

- Wszystkie utwory nagrali i zaaranżowali: Tipton / Halford / Downing

## Twórcy
- Rob Halford - śpiew
- Glenn Tipton - gitary i syntezatory gitarowe
- K.K. Downing - gitary i syntezatory gitarowe
- Ian Hill - gitara basowa
- Scott Travis - perkusja

Don Airey - gościnnie instrumenty klawiszowe

## Informacje o albumie
- nagrany: The Old Smithy Studio
- produkcja: Glenn Tipton i K.K. Downing
- miksy: Attie Bauw w Bauwhaus wraz z Glennem Tiptonem i K.K. Downingem
- mastering: Dariusa Van Helfterena w Amsterdam Mastering; Attie Bauw w Bauwhaus
- oprawa graficzna albumu: Mark Wilkinson[13]

## Wydania
- podstawowa z 2 CD
- specjalna z 48 stronnicową książeczką w twardej oprawie
- w boxie zawierającym 2 CD, 3 płyty winylowe, 48 stronnicową książeczkę i plakat[15]

## Pozycje na listach
| Lista | Kraj   | Pozycja |
| ----- | ------ | ------- |
| OLiS  | Polska | 25      |